# Leptodactylus longirostris
Leptodactylus longirostris és una espècie de granota que viu al Brasil, Colòmbia, Guaiana Francesa, Guyana, Surinam i Veneçuela.